# Ramón Silva Buenadicha
Ramón Silva Buenadicha (Madrid, 1965) és un polític espanyol del Partit Socialista Obrer Espanyol (PSOE).
Nascut el 1965 a Madrid, és veí del madrileny districte d'Hortaleza des del seu naixement.
Va entrar com a regidor a l'Ajuntament de Madrid el 2003, després de presentar-se al número 15 de la llista del Partit Socialista Obrer Espanyol (PSOE) per a les eleccions municipals d'aquest any. Va ser reelegit a les eleccions municipals de 2007.
Mà dreta de David Lucas i afí a Rafael Simancas, va ser inclòs al número 9 de la llista del PSOE de cara a les eleccions municipals de 2015 a Madrid encapçalada per Antonio Miguel Carmona. Llavors es mostrava partidari d'auditar el deute de l'ajuntament i refinançar. Silva, secretari general de l'agrupació socialista d'Hortaleza, va resultar elegit regidor.
En 2019 va ser inclòs dins de l'equip de Pepu Hernández per a la preparació de la seva candidatura a les primàries del PSOE-M a nivell municipal prèvies a les eleccions de 2019, i va ser anunciat amb posterioritat, després de la victòria d'Hernández, com a número 3 de la llista electoral del PSOE per als comicis.